# James Voss
James Shelton Voss (Cordova, 3 marzo 1949) è un astronauta statunitense.

## Biografia
Voss ha iniziato a lavorare nel Johnson Space Center nel 1984 come ingegnere supportando le missioni Shuttle STS-51-D, STS-51-F, STS-61-C e STS-51-L e nel gennaio 1986 l'investigazione sull'incidente allo Shuttle Challenger. Nel giugno 1987 è stato selezionato come candidato astronauta NASA e ha terminato nell'agosto 1988 l'addestramento come specialista di missione nelle missioni Shuttle.
Il suo primo volo spaziale avvenne nel 1991, una missione Shuttle di 6 giorni in cui Voss occupò la posizione di specialista di missione, stessa posizione che poi occupò anche nella sua missione successiva, nel 1992, la missione STS-53. Nella sua terza missione, STS-69, Voss occupò la posizione di comandante del carico utile e eseguì la sua prima attività extraveicolare con il collega Michael Gernhardt della durata di 6 ore e 46 minuti in cui si occupò di testare delle modifiche alla tuta spaziale e valutare le procedure e gli strumenti che verranno poi usati per la costruzione della Stazione spaziale internazionale.
Dopo il suo terzo volo, Voss si è addestrato nel Gagarin Cosmonaut Training Center a Star City, in Russia come backup degli astronauti NASA Michael Foale e Andrew Thomas rispettivamente per le missioni Mir 23/24 e Mir 24/25 nella Stazione Spaziale Russa Mir. Nel 2000 Voss è partito per la sua quarta missione, la prima tra le sue missioni che si dirige verso la Stazione spaziale internazionale e la terza missione Shuttle in assoluto per la costruzione stessa della Stazione. Questa missione è servita anche per far ambientare Voss e colleghi Helms e Usachyov alla loro missione di lunga durata Expedition 2 a cui erano già stati assegnati. Durante questa missione è uscito fuori dalla Stazione per un'attività extraveicolare con Jeffrey Williams per finire di installare la strela russa, sostituire un'antenna difettosa e installare i corrimano lungo l'esterno della Stazione.
Voss ha fatto parte dell'Expedition 2, partendo con la missione Shuttle STS-102 l'8 marzo 2001 e attraccando alla Stazione il giorno successivo. Nei 163 giorni di missione, ha eseguito anche un'attività extraveicolare con Susan Helms (EVA) durante gli 8 giorni della STS-102 e un'attività intraveicolare (IVA) con il collega russo Usachev aprendo il boccaporto a nadir del Modulo di Servizio Zvezda per l'installazione del cono d'attracco in preparazione per l'arrivo di Pirs, il Docking Compartment. Voss è stato anche il primo ad operare con il Space Station Robotic Manipulator System, il Canadarm2. È tornato sulla Terra con i colleghi dell'Expedition 2 a bordo dello Shuttle Discovery durante la missione STS-105.
L'Expedition 2 è stata la sua quinta e ultima missione, accumulando oltre 202 giorni nello spazio e 22 ore e 26 minuti di attività extraveicolare.